# Adhe Tapontsang
Adhe Tapontsang, dite  Ama Adhe, est née en 1932 dans le village de Ghortsa (Nyarong au Tibet, région du Kham) et morte le 3 août 2020 à Dharamsala.
Appartenant à la résistance tibétaine, elle a passé 27 ans dans les laogai (camps de rééducation par le travail), puis s'est réfugiée en Inde.

## Biographie
Adhe Tapontsang est issue d’une famille de nomades, qui fait paître les troupeaux dans la région que les Tibétains appellent le Metog Yul (Pays des Fleurs) à proximité de la montagne de Kawalori (nom d’une divinité) dans le Kham, province du Tibet oriental.
Juste après son mariage, survient l'invasion chinoise du Tibet. En 1954, alors que son premier enfant est âgé d’un an, et qu’elle est enceinte, son mari meurt empoisonné sous ses yeux.
Elle rejoint la résistance tibétaine des Khampas.

### Détention
En 1958, Adhe Tapontsang est arrêtée et séparée de ses 2 jeunes enfants. Elle est soumise à des interrogatoires et des tortures, et condamnée à la rééducation par le travail forcé dans les laogai où elle connaît des privations extrêmes et des conditions de détention particulièrement rudes pendant 27 ans, dont onze comme « travailleur libre ». Elle est libérée en 1985.
Elle a été emprisonnée à Dartsedo, puis est transférée dans une prison qu'elle nomme Changshita en chinois et Gothok Gyalgo en tibétain pendant trois ans. Elle a ensuite été ramenée à Dartsedo pendant encore trois ans avant d'être détenue à Minyak Rangakha (chinois: Xinduqiao) au Sichuan jusqu'à sa libération.
Lors de son premier séjour dans la prison de Dartsedo (il s'agit du monastère de Ngachoe transformé en prison), elle retrouve Péma Chopel Gyatso. Elle indique qu'il est mort dans cette prison en 1960, le même jours que 6 autres lama réincarnés

### Exil

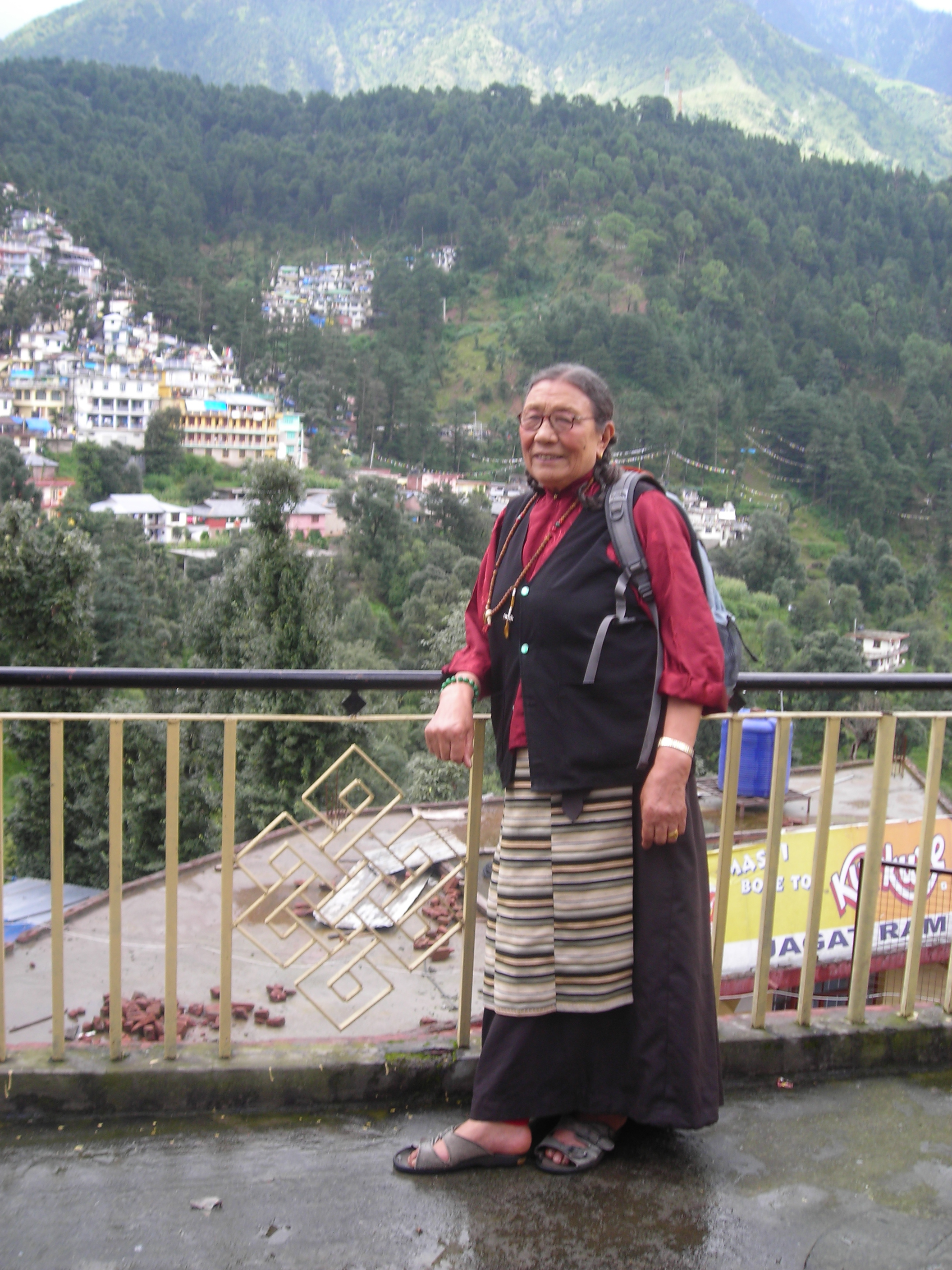
Ama Adhe à Dharamsala en 2017.

En 1987, Adhe Tapontsang s’enfuit du Tibet pour le Népal, puis s’installe en Inde à Dharamsala où elle s’occupe des nouveaux arrivants du Tibet. Elle doit, pour avoir le droit de quitter son pays, convaincre les autorités chinoises qu’elle ne révèlerait à personne ce dont elle a été témoin.
Cependant, une fois en exil elle dénoncera la destruction de nombreuses vies par la torture, la famine au Tibet, l’avilissement quotidien dans les laogais, les monastères détruits, les œuvres d’art antiques profanées et volées pour l’or, les moines et les lamas innombrables morts dans les laogai, sa famille dont les membres sont morts en raison de l’occupation chinoise du Tibet.
Elle se définit comme « la voix qui se souvient de tous ceux qui n’ont pas survécu ».

### International
En 1999, Ama Adhe est invitée par le Groupe d'information internationale sur le Tibet à témoigner en France au Sénat. Elle rencontre également Lionel Jospin, alors Premier ministre, et Jack Lang membre du gouvernement. Elle a aussi rencontré Danielle Mitterrand, Françoise Hostalier, Catherine Trautmann et Nicole Péry à l’occasion du colloque des femmes socialistes à la maison de la Mutualité à Paris, et Geneviève Fraisse qui était candidate aux élections européennes.

## Distinction
- 1999 : 100 Heroines Award[9].

## Autobiographie
- Ann Riquier, Paroles de Tibétaines : Ama Adhé, Rinchen Dolma Taring, Pemala, Collection "Une femme, un peuple", Plon, 1998,  (ISBN 2259189687 et 9782259189682)
- Ama Adhe voix de la mémoire, du Tibet libre à l'exil, propos recueillis par Joy Blakeslee, préface du Dalaï Lama, 1999, Éditions Dangles,  (ISBN 978-2-7033-0490-6)
- (en-US) The Voice That Remembers: A Tibetan Woman's Inspiring Story of Survival, Adhe Tapontsang as told by Joy Blakeslee, Wisdom Publications, Boston, MA, 1997